# Trường đua Brno
Trường đua Brno (Brno circuit), tên khác là Trường đua Masaryk, là một trường đua xe chuyên dụng nằm ở thành phố Brno, Cộng hòa Séc. Trường đua từng đăng cai chặng đua MotoGP Cộng hòa Séc của giải đua MotoGP.

## Lịch sử
Ban đầu Brno là một trường đua đường phố dài tới 29 km. Từ đó đến nay trường đua trải qua 4 lần nâng cấp lớn. Lần nâng cấp lớn cuối cùng là vào năm 1987 biến trường đua thành một trường đua chuyên dụng, dài 5.4 km.
Cho đến năm 1991, chặng đua ở Brno mang tên chặng đua MotoGP Tiệp Khắc. Từ năm 1993, chặng đua đổi tên thành chặng đua MotoGP Cộng hòa Séc và được tổ chức liên tục cho đến năm 2020.
Đây là trường đua chứng kiến chiến thắng Grand Prix đầu tiên của Valentino Rossi ở thể thức 125cc năm 1996.

## Các kỷ lục tốc độ
Dưới đây là các kỷ lục vòng chạy nhanh nhất của các giải đua được tổ chức ở trường đua Brno:
| Giải đua                                   | Thời gian                                  | Tay đua                                    | Xe                                         | Sự kiện                                          |
| Kiểu đường Grand Prix: 5.403 km (1987-nay) | Kiểu đường Grand Prix: 5.403 km (1987-nay) | Kiểu đường Grand Prix: 5.403 km (1987-nay) | Kiểu đường Grand Prix: 5.403 km (1987-nay) | Kiểu đường Grand Prix: 5.403 km (1987-nay)       |
| ------------------------------------------ | ------------------------------------------ | ------------------------------------------ | ------------------------------------------ | ------------------------------------------------ |
| F1 (BOSS GP)                               | 1:36.065                                   | Ingo Gerstl                                | Toro Rosso STR1                            | 2017 Brno BOSS GP Series round                   |
| Auto GP                                    | 1:43.260                                   | Luca Filippi                               | Lola B05/52                                | 2010 Brno Auto GP round                          |
| Formula Renault 3.5                        | 1:44.591                                   | Daniel Ricciardo                           | Dallara T08                                | 2010 Brno Formula Renault 3.5 round              |
| A1 GP                                      | 1:47.296                                   | Alex Yoong                                 | Lola B05/52                                | 2006–07 A1 Grand Prix of Nations, Czech Republic |
| F2 (2009-2012)                             | 1:48.246                                   | Nicola de Marco                            | Williams JPH1                              | 2010 Brno Formula Two round                      |
| C1                                         | 1:49.770                                   | Mauro Baldi                                | Sauber C9                                  | 1988 360 km of Brno                              |
| SR1                                        | 1:51.858                                   | Jan Lammers                                | Dome S101                                  | 2002 FIA Sportscar Championship Brno             |
| Formula 3                                  | 1:52.595                                   | Jamie Green                                | Dallara F303                               | 2004 Brno F3 Euro Series Round                   |
| GT1                                        | 1:53.106                                   | Marcel Fässler                             | Chevrolet Corvette C6.R                    | 2008 FIA GT Brno 2 Hours                         |
| Formula Renault V6 Eurocup                 | 1:53.248                                   | Neel Jani                                  | Tatuus FRV6                                | 2004 Brno Formula Renault V6 Eurocup round       |
| DTM                                        | 1:54.786                                   | Martin Tomczyk                             | Audi A4 DTM 2005                           | 2005 Brno DTM Round                              |
| C2                                         | 1:54.960                                   | Costas Los                                 | Spice SE87C                                | 1988 360 km of Brno                              |
| MotoGP                                     | 1:56.027                                   | Dani Pedrosa                               | Honda RC213V                               | 2014 Czech Republic motorcycle Grand Prix        |
| Formula Renault 2.0                        | 1:56.226                                   | Arthur Pic                                 | Barazi-Epsilon FR2.0-10                    | 2010 Brno Formula Renault Eurocup 2.0 round      |
| SR2                                        | 1:57.389                                   | Roberto Tonetti                            | Lucchini SR2001                            | 2001 FIA Sportscar Championship Brno             |
| GT2                                        | 1:58.193                                   | Richard Westbrook                          | Porsche 911 (997) GT3-RSR                  | 2008 FIA GT Brno 2 Hours                         |
| World SBK                                  | 1:59.291                                   | Cal Crutchlow                              | Yamaha YZF-R1                              | 2010 Brno World SBK round                        |
| GT3                                        | 2:01.012                                   | Rolf Ineichen                              | Lamborghini Huracán GT3                    | 2016 24H Epilog Brno                             |
| 500cc                                      | 2:01.461                                   | Valentino Rossi                            | Honda NSR500                               | 2001 Czech Republic motorcycle Grand Prix        |
| Moto2                                      | 2:01.463                                   | Álex Márquez                               | Kalex Moto2                                | 2019 Czech Republic motorcycle Grand Prix        |
| 250cc                                      | 2:02.299                                   | Jorge Lorenzo                              | Aprilia RSW 250                            | 2007 Czech Republic motorcycle Grand Prix        |
| World SSP                                  | 2:02.708                                   | Cal Crutchlow                              | Yamaha YZF-R6                              | 2009 Brno World SSP round                        |
| Ferrari Challenge                          | 2:04.952                                   | Michelle Gatting                           | Ferrari 488 Challenge Evo                  | 2021 Brno Ferrari Challenge round                |
| Super Touring                              | 2:07.522                                   | Nicola Latino                              | Alfa Romeo 156 D2                          | 2001 Brno ESTC round                             |
| 125cc                                      | 2:07.836                                   | Lucio Cecchinello                          | Aprilia RS125R                             | 2003 Czech Republic motorcycle Grand Prix        |
| Moto3                                      | 2:08.064                                   | Romano Fenati                              | KTM RC250GP                                | 2014 Czech Republic motorcycle Grand Prix        |
| Group A                                    | 2:09.080                                   | Klaus Ludwig                               | Ford Sierra RS500                          | 1987 Grand Prix Brno                             |
| WTCC                                       | 2:10.108                                   | Félix Porteiro                             | BMW 320si WTCC                             | 2008 FIA WTCC Race of the Czech Republic         |
| Supersport 300                             | 2:17.827                                   | Imanuel Putra Pratna                       | Yamaha YZF-R3                              | 2018 Brno Supersport 300 round                   |